# Vallelunga Pratameno
Vallelunga Pratameno (Baddrilonga en siciliano) es una comuna siciliana de 3.844 habitantes de la provincia de Caltanissetta. Su superficie es de 39 km². Su densidad es de 99 hab/km². Las comunas limítrofes son Cammarata (AG), Castronovo di Sicilia (PA), Polizzi Generosa (PA), Sclafani Bagni (PA), Valledolmo (PA), y Villalba.

## Evolución demográfica
| Gráfica de evolución demográfica de Vallelunga Pratameno entre 1861 y 2001 |
|                                                                            |
| Fuente ISTAT - elaboración gráfica de Wikipedia                            |

## Geografía
- Altitud: 548 m s. n. m.
- Posición: 37°40′59″N 13°49′59″E / 37.68306, 13.83306.

- Datos: Q477800
- Multimedia: Vallelunga Pratameno / Q477800

1. ↑  Worldpostalcodes.org, código postal n.º 93010.
2. ↑  «Codici Catastali». Comuni-italiani.it (en italiano). Consultado el 29 de abril de 2017.